# NGC 4936
NGC 4936 este o liner situată în constelația Centaurul. A fost descoperită în 6 mai 1834 de către John Herschel. Se află la o distanță de 46,8 de megaparseci de Pământ.